# Кірстен Мунк
Кірстен Мунк (дан. Kirsten Munk; 6 липня 1598 — 19 квітня 1658) — данська дворянка, друга дружина короля Данії Кристіана IV і мати дванадцяти його дітей.
Кірстен Мунк була донькою Людвіга Мунка (1537—1602) та Елен Марсвін (1572—1649), представників багатої, але нетитулованої данської знаті. Її мати, яка вдруге овдовіла в 1611 році, була найбільшою землевласницею на Фюні.
Перш ніж поступитися Кірстен очевидним бажанням короля Крістіана, її мати домовилася, що, оскільки Кірстен була членом дворянства, а не простолюдинкою, вона стане його дружиною, а не коханкою, і що вона отримає майно на своє ім'я як знаки почесних намірів короля. 31 грудня 1615 року вона була одружена морганатично з овдовілим королем, але не в церкві. У 1627 році вона отримала титул графині Шлезвіг-Гольштейн. Кірстен народила королю дванадцять дітей, серед них була графиня Леонора Крістіна Ульфельдт.

## Родина
Чоловік — Кристіан IV, король Данії 
Діти:
- Анна Христина (1618—1633) — одружена з Франдсом Рантцау
- Софія Єлизавета (1619—1657) — одружена з дипломатом Крістіаном фон Пентцем
- Леонора Крістіна Ульфельдт (1621—1698) — одружена з Корфіцем Ульфельдом
- Вальдемар Крістіан (1622—1656) — герцог Шлезвіг-Гольштейнський
- Єлизавета Августа (1623—1677) — одружена з Йоганном Лінденом
- Фрідріх Крістіан (1625—1627)
- Крістіана (1626—1670) — одружена з Ганнібалом фон Сегерстет
- Гедвіг (1626—1678) — одружена з Еббе Ольфельдом
- Марія Катаріна (1628—1628)

Доротея Єлизавета (1629—1687) — остання дитина народжена була не від короля Крістіана IV